# 宮崎廉
宮崎 廉（みやざき れん、1992年3月18日 - ）は、日本の柔道家。茨城県出身。階級は66kg級。身長167cm。血液型はO型。組み手は左組み。得意技は大内刈。

## 経歴
柔道は6歳の時に玉造柔道教室で始めた。旭中学3年の時に全国中学校柔道大会55kg級の3回戦で敗れた。桐蔭学園高校3年の時にはインターハイ60kg級の初戦で敗れた。桐蔭横浜大学へ進学すると、4年の時に学生体重別66kg級で3位になった。講道館杯では決勝で天理大学2年の丸山城志郎に敗れるも2位となった。グランドスラム・東京では準々決勝でフランスのダビド・ラローズに合技で敗れるも3位となった。2014年には日本通運の所属になると、グランプリ・アスタナで3位となった。

## 戦績
- 2013年 - 学生体重別 3位
- 2013年 - 講道館杯 2位
- 2013年 - グランドスラム・東京 3位
- 2014年 - グランプリ・デュッセルドルフ 5位
- 2014年 - グランプリ・アスタナ 3位

（出典、JudoInside.com）